# 1001 Dias que Abalaram o Mundo

1001 dias que abalaram o mundo, é um livro organizado pelo historiador Peter Furtado com prefácio de Michael Wood e escrito por um time internacional de historiadores, jornalistas e cientistas, que conta a História da humanidade, desde o Big Bang até a eleição de Barack Obama para a presidência dos Estados Unidos. Os dias estão em ordem cronológica, sem indicar qual foi mais influente que o outro. A seleção inclui o nascimento de Jesus, a descoberta da Antártida, o dia em que Margaret Thatcher se tornou 1ª ministra do Reino Unido, a queda do Muro de Berlim, o atentado às torres gêmeas, entre outros.